# Distant Satellites
Distant Satellites es el décimo álbum de estudio de la banda británica de rock Anathema. Fue publicado el 4 de junio de 2014 por la compañía discográfica Kscope.

## Grabación
El álbum fue grabado en los Cederberg Studios de Oslo, pertenecientes al productor de Distant Satellites y de otros álbumes de Anathema, Christer-André Cederberg, con algunas canciones mezcladas también por Steven Wilson a causa de una operación de espalda a la que se sometió Cederberg. La batería se grabó en los Urban Sound Studios, y la masterización se llevó a cabo en Propellor Studios, ambos también en Oslo.
Tanto la fotografía que figura como carátula del álbum como las fotografías interiores del libreto son imágenes de la instalación artística Distant Light del coreano Sang Jun Yoo realizada en 2013.

## Crítica
Distant Satellites obtuvo críticas positivas de los medios especializados. En Metacritic, que calcula sus valoraciones sobre un total de 100, el álbum consiguió una puntuación media de 80, lo cual indica "aprobación universal". Distant Satellites terminó el año 2014 en el noveno puesto de la lista de los mejores álbumes realizada por la revista Metal Hammer.

## Lista de canciones
Todas los temas fueron escritos en solitario por Daniel Cavanagh, excepto "Dusk", en cuya composición también participó Vincent Cavanagh; "Distant Satellites", compuesto por John Douglas y Vincent Cavanagh; y "You're Not Alone", escrito por Daniel, Vincent y Jamie Cavanagh y John Douglas.

| N.º | Título                      | Letras                                                         | Duración |  |
| 1.  | «The Lost Song, Part 1»     |                                                                | 5:53     |  |
| 2.  | «The Lost Song, Part 2»     |                                                                | 5:47     |  |
| 3.  | «Dusk (Dark Is Descending)» | D. Cavanagh, Vincent Cavanagh                                  | 5:59     |  |
| 4.  | «Ariel»                     |                                                                | 6:28     |  |
| 5.  | «The Lost Song, Part 3»     |                                                                | 5:21     |  |
| 6.  | «Anathema»                  |                                                                | 6:40     |  |
| 7.  | «You're Not Alone»          | D. Cavanagh and Jamie Cavanagh with J. Douglas and V. Cavanagh | 3:26     |  |
| 8.  | «Firelight»                 |                                                                | 2:42     |  |
| 9.  | «Distant Satellites»        | John Douglas, Vincent Cavanagh                                 | 8:17     |  |
| 10. | «Take Shelter»              |                                                                | 6:07     |  |

## Sencillos
The Lost Song – Part 3 Digital Single/EP
1. "The Lost Song – Part 3" - 5:22
2. "Coda" (no incluido en el álbum) - 1:12
3. "The Lost Song – Part 3" (mezcla ambiental) - 5:28

## Componentes
| Anathema - Vincent Cavanagh – voz, guitarras, programación, sintetizador, teclados - Daniel Cavanagh – voz, guitarras, teclados - John Douglas – percusión acústica y electrónica, sintetizador, teclados - Lee Douglas – voz - Daniel Cardoso – batería Colaboradores - Christer-André Cederberg – bajo eléctrico - Wetle Hotle – programación, y percusión adicional en "Take Shelter" | Personal técnico - Christer-André Cederberg – producción, mezcla - Sigbjørn Grimsæth – ingeniero asistente - Sang Jun Yoo – fotografía - Chris Sansom – masterizado - Dave Stewart – arreglos de cuerda - Steven Wilson – mezcla en "You're Not Alone" y "Take Shelter" |

## Posicionamiento
| Lista (2014)                            | Puesto más alto |
| --------------------------------------- | --------------- |
| Austria (Ö3 Austria)                    | 42              |
| Bélgica (Ultratop flamenca)             | 42              |
| Bélgica (Ultratop valona)               | 58              |
| Francia (SNEP)                          | 64              |
| Alemania (Offizielle Top 100)           | 18              |
| Italia (FIMI)                           | 82              |
| Países Bajos (Album Top 100)            | 12              |
| Polonia (ZPAV)                          | 9               |
| Suiza (Schweizer Hitparade)             | 77              |
| Estados Unidos (Top Heatseekers Albums) | 9               |
| Estados Unidos (Top Hard Rock Albums)   | 24              |

## Fechas de lanzamiento
| Región         | Fecha               | Discográfica |
| -------------- | ------------------- | ------------ |
| Japón          | 4 de junio de 2014  | Kscope       |
| Alemania       | 6 de junio de 2014  | Kscope       |
| Suecia         | 6 de junio de 2014  | Kscope       |
| Suiza          | 6 de junio de 2014  | Kscope       |
| Reino Unido    | 9 de junio de 2014  | Kscope       |
| Canadá         | 10 de junio de 2014 | Kscope       |
| Francia        | 10 de junio de 2014 | Kscope       |
| Estados Unidos | 10 de junio de 2014 | Kscope       |